# 木田優夫
木田 優夫（きだ まさお、1968年9月12日 - ）は、東京都国分寺市出身の元プロ野球選手（投手）。右投右打。
現役時代はNPBの読売ジャイアンツ（巨人）で4度のセントラル・リーグ優勝、3度の日本シリーズ優勝に貢献し、北海道日本ハムファイターズ時代にも1度のパシフィック・リーグ優勝を、MLBのロサンゼルス・ドジャース時代にも1度の地区優勝を経験している。個人ではNPBで巨人時代の1990年に最多奪三振のタイトルを獲得している。

## 経歴

### プロ入り前
高校球児だった父親の影響で野球を始め、地元の少年野球チーム「スネークス」に入る。その後、父親の転勤に伴い小学生時代の後半の一時期を北海道札幌市で過ごしているが、転校の条件として「札幌でも少年野球チームに入れること」を掲げ、「北大パンサーズ」というチームに入っている。
国分寺市立第五中学校在学時の1983年に、関東代表として台湾に遠征した経験を持つ。中学卒業後、山梨県の日本大学明誠高校に進学（同高の同級生には元バスケットボール選手の小野壮二郎がいた）。1986年春季関東大会に出場するが、1回戦で宇都宮商に敗れる。同年の山梨大会ではエース、四番打者として決勝に進むが、久慈照嘉らのいた東海大甲府に敗れ、準優勝。右の本格派として注目を集め、NTT関東への就職が決まっていたが、1986年度プロ野球ドラフト会議では、阿波野秀幸（近鉄バファローズが交渉権獲得）を抽選で外した読売ジャイアンツ（巨人）から1位指名を受け、入団した。

### 巨人時代
入団当時はカーブなどの変化球習得に時間がかかったが、1988年にはメジャー球団の傘下保有権がなかったマイナーリーグA級のマイアミ・マーリンズ（現・フォートマイヤーズ・ミラクル）に留学を経験。手の大きさに着目したコーチのオーランド・ペーニャから、後に大きな武器となるフォークボールの指導を受ける。1989年4月29日にプロ初先発・初勝利を記録。
1990年は、4月8日のヤクルトスワローズ戦で8回から中継ぎ登板し、5回無失点、7奪三振を記録。延長12回に回ってきた打席では、金沢次男からプロ初安打となるサヨナラ本塁打を打った。プロ初安打をサヨナラ本塁打で記録した投手は、NPBでは2020年4月現在、木田のみである。同年は自身唯一となる2桁勝利を記録し、この年セ・リーグ最多のシーズン182奪三振を記録し（セ・リーグでの最多奪三振のタイトルは1991年からでタイトル獲得とはならず）、オールスターゲームにも監督推薦で出場した。
1991年は一転して不振を極め、オールスターゲーム後は1試合投げたものの打ち込まれて二軍（イースタン・リーグ）に降格し、そのまま閉幕まで二軍で過ごした。その後、中日ドラゴンズ二軍（ウエスタン・リーグ）とのジュニア日本選手権でも登板したが、リリーフに失敗した。最終的にこの試合は引に分け再試合となったが、チームは再試合で敗れている。その後も伸び悩んだが、先発・中継ぎ・抑えと何でもこなす役割を果たした。
1996年、オリックス・ブルーウェーブとの日本シリーズで2試合で22人連続無走者に抑えた。
1997年はプロ入り後、初めて先発登板無しとなりリリーフに専念する。シーズン前半はチームが低迷する中で抑えを担当し、安定した成績を残したていたものの、この年はリリーフ投手の起用がチーム全体で迷走してしまい、木田も調子は維持していたのに中盤以降起用法が不安定になってしまった。オフには右肘遊離軟骨除去の手術を受けた。

### オリックス時代
1998年1月に野村貴仁との交換トレードでパシフィック・リーグのオリックス・ブルーウェーブへ移籍。肘のリハビリで出遅れたものの、5月8日の対近鉄バファローズ5回戦て、移籍初先発登板すると、1996年8月6日の対阪神タイガース20回戦以来となる先発勝利を記録した。後半戦最初の3連戦で先発しノックアウトされると抑えとして起用され、自己最多の16セーブを記録する（リリーフでの成績は24試合、1勝1敗16セーブ、防御率1.83）。オフにフリーエージェント 
(FA) の権利を行使した。

### タイガース（大リーグ）時代
1998年11月23日にMLBのデトロイト・タイガースと2年300万ドルで契約。日本人8人目のメジャーリーガーとなった。タイガースの入団会見では羽織袴姿で登場し、「ロボコップに会えなくて残念（映画の舞台がデトロイトであることから）」とジョークを飛ばして報道陣の笑いを誘った。
1999年、開幕はAAA級トレドで迎えるが、4月5日のテキサス・レンジャーズ戦の8回に登板しメジャーデビュー。4月は8試合の登板で防御率7.24、WHIP1.61と振るわなかったが、4月後半から好投を見せる。5月16日のクリーブランド・インディアンス戦では7回から登板し3イニングを投げメジャー初セーブを記録し、5月は15試合の登板で防御率3.71、WHIP1.47を記録。6月14日のシアトル・マリナーズ戦でメジャー初勝利を挙げる。しかし、6月29日に左わき腹を痛め、7月1日に日本人初の故障者リスト入りする。28日に復帰するが、その後は好投と乱調を繰り返し、復帰後は15試合の登板で防御率8.30、WHIP1.40を記録しシーズンを終える。シーズン終盤には先発での登板を打診されたが、「やめた方がいいです」と自ら断ったことを帰国後の会見で語った。
2000年、AAA級トレドで開幕を迎え、5月8日にメジャー昇格。10日のカンザスシティ・ロイヤルズ戦では野茂英雄と継投したが、17日のインディアンス戦で3点本塁打を喫し、19日にトレドに降格。6月9日にタイガースとの契約を解除された。

### オリックス復帰
オリックス・ブルーウェーブに復帰。マイナーリーグ時代は「野球だけじゃなく生活面でも苦労し、その苦労により白髪も増えた」と言い、「日本よりメジャーにいる時の方が3倍の早さで年を取る」とも語っていた。
オリックス復帰後2年間はリリーフでの登板だったが前回在籍時のリリーフでの安定感を取り戻せず2001年オフにオリックスを自由契約となり、数球団の入団テストを受けるも不合格。

### オリックス退団後
2002年は腰痛治療のため、どの球団にも所属しなかった。

### ドジャース時代
2003年にロサンゼルス・ドジャースと契約し再び渡米するが、3月に交通事故により全治6週間の重傷を負う（8月にメジャーに昇格）。

### マリナーズ時代
2004年9月にシアトル・マリナーズへ移籍。
2005年、投法をサイドスローに改造したが、メジャーでは1試合しか登板できず自由契約となった。

### ヤクルト時代
2005年オフに東京ヤクルトスワローズの新監督に就任した古田敦也の誘いを受けヤクルトに入団。
2006年は中継ぎで56試合に登板し、リーグ4位となる23ホールドを記録。また、監督推薦で16年ぶり2回目のオールスターゲーム出場（15年間のブランクは歴代最長記録）。
2007年にも50試合に登板する。
2008年は開幕時に一軍入りできなかった。二軍では先発としての起用が主だったこともあり、交流戦明けの7月に先発として一軍昇格の話もあったが、結局一軍合流は8月下旬までずれ込んだ。
2009年はオープン戦の先発で好投をし、プロ入り後初めて開幕先発ローテーションに入り、4月8日の対中日ドラゴンズ戦で5イニングを投げ、3失点したが自身11年ぶりの先発試合を白星で飾った。5月以降はリリーフに回るも、防御率5.55と打ち込まれ、2度の二軍落ち。10月2日にヤクルトから戦力外通告を受けた。

### 日本ハム時代

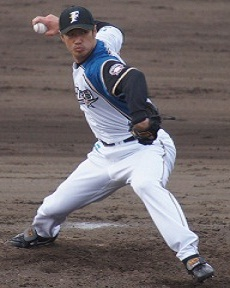
日本ハム選手時代（2012年）

2009年11月27日に北海道日本ハムファイターズへ移籍。単年契約で、推定年俸1000万円。背番号は42。
2010年3月22日の対福岡ソフトバンクホークス戦にて、先発のボビー・ケッペルが故障のため降板したのを受けて緊急登板し、5イニングを無失点に抑えて移籍後初勝利。5月4日には通算500試合登板を達成した。
2011年・2012年はシーズン通して二軍生活が大半を占め、2年間で計4試合の登板に留まった。2012年11月4日、球団から退団することが発表された。

### BCリーグ・石川時代
2012年12月21日に石川ミリオンスターズへの入団が発表された。
2013年は石川ミリオンスターズで主にクローザーとして活躍。公式戦72試合中、実に52試合に登板し3勝1敗15セーブ、防御率1.76でチームの前期優勝に貢献。その後地区チャンピオンシップ、BCリーグチャンピオンシップ、日本独立リーグ・グランドチャンピオンシップ2013でも登板し独立リーグ日本一の胴上げ投手となった。シーズン終了後に静岡県草薙総合運動場硬式野球場で行われた12球団合同トライアウトに参加。打者4人に対し2奪三振の好結果を残したもののNPB球団との契約には至らなかった。12月9日にはミリオンスターズのゼネラルマネージャーに就任。2014年、NPB復帰を目指し、ミリオンスターズで投手兼ゼネラルマネージャーとしてプレー。前年と同じく抑えを任されたが、8月24日に金沢市内のホテルで会見を開き、同年限りでの現役引退を発表した。9月13日の福井ミラクルエレファンツ戦（石川県立野球場）では友人である明石家さんまが臨時コーチを務め、試合終了後に退団式と称して球場を1周した。翌9月14日の群馬ダイヤモンドペガサス戦（石川県立野球場）で引退試合を行い、背番号12番はミリオンスターズの永久欠番となった。

### 引退後
2015年から、北海道日本ハムファイターズのゼネラルマネージャー補佐に就任。
同年3月4日、札幌ドームでの巨人とのオープン戦試合前にNPB引退セレモニーが行われ、原辰徳との一球勝負で空振りを奪った。
2017年10月26日に行われたプロ野球ドラフト会議にて4年連続で外れクジを引いた監督の栗山英樹の代わりに日本ハム球団のくじ引き役を務め、1巡目指名で7球団が競合した清宮幸太郎の当たりくじを引き当てたことにより話題の人となった。
2019年シーズンからは一軍投手チーフコーチとして現場に復帰。2020年は一軍投手コーチを務めたがチーム防御率は4.02は2004年以来16年ぶりの4点台に低迷し、2021年は二軍総合コーチ兼投手コーチに配置転換となった。2022年からは二軍監督を務めた。
2022年7月、一軍で新庄剛志（BIGBOSS）監督が新型コロナウイルスに感染し、その後監督代行を務めた山田勝彦も感染したことから、2022年7月20日から同25日まで、一軍の監督代行を務めた。
2023年限りで二軍監督を退任し、同年11月18日付で、ゼネラルマネージャー代行に就任した。

## 人物
群馬県前橋市出身の父・秀夫は群馬県立前橋工業高等学校時代、強肩の捕手として活躍。卒業時には大毎オリオンズからもスカウトされていた（プロ入りはせず）。後に読売ジャイアンツで木田を指導することになる宮田征典とは群馬県立前橋高等学校時代に何度も対戦しており、たまたま旧知の間柄であった。
なお、五十嵐章人とは従兄にあたる（木田の父と五十嵐の父が兄弟）。
明治神宮野球場やロサンゼルスで子供達への野球教室を開き、また私財を投じてスワローズクラブハウス前にファン用テントを設置したり、自腹で約100万円をかけ、都営バス1台を2008年の開幕戦の広告で外装して運行を手配するなど、様々なファンサービスに取り組んでいる。
タレントの明石家さんまと親交があり、さんまが司会を務めるテレビ番組に木田自身も出演することがある。明石家サンタの史上最大のクリスマスプレゼントショーには巨人時代の1996年からトナカイの着ぐるみを着て毎年出演するとともに、自身の関連景品を提供している。2000年にオリックス・ブルーウェーブに復帰した際には、『明石家マンション物語』内の『ダメダメボーイズ』コーナーの決め台詞と合わせた「DAKYXX（ダーキー・ダメダメ）」グッズが発売された。なお、最初のオリックス移籍当時（1998年）、オリックス戦のテレビ放送が少ないこともあってか「オリックスの木田」としての知名度は高くなく、さんまの番組に頻繁に出ていたことから「飲み屋で若い子に吉本の芸人に間違われることがあった」という。なおこの縁でさんまは2014年に石川ミリオンスターズ後援会に加入している。
しかし木田はトークなどでの笑いに関して、さんまとはいわゆる「師弟関係」にはなく、その面での師匠は村上ショージであると、公の場で度々発言している。
巨人時代、実家からの場合は自転車で国分寺駅へ、同駅から中央線で東京ドームのある水道橋駅まで通っていたこともある。また、巨人時代に数回経験した引越しをかなり面倒に感じたことで、巨人退団後の10年以上に渡る現役生活はずっとホテル住まいだった。「家だと帰っても誰もいないが、ホテルはフロントでお帰りなさいませと言ってもらえるのが癒される」とも発言している。
イラストレーションが得意で「木田画伯」と呼ばれる程の腕前を持つ。テレビ出演時には度々披露するほか、各プロ野球選手のイラストを描いた選手名鑑『木田優夫のプロ野球選手迷鑑』を刊行している。

## 詳細情報

### 年度別投手成績
| 年 度     | 球 団      | 登 板 | 先 発 | 完 投 | 完 封 | 無 四 球 | 勝 利 | 敗 戦 | セ 丨 ブ | ホ 丨 ル ド | 勝 率 | 打 者 | 投 球 回 | 被 安 打 | 被 本 塁 打 | 与 四 球 | 敬 遠 | 与 死 球 | 奪 三 振 | 暴 投 | ボ 丨 ク | 失 点 | 自 責 点 | 防 御 率 | W H I P |
| --------- | ---------- | ----- | ----- | ----- | ----- | -------- | ----- | ----- | -------- | ----------- | ----- | ----- | -------- | -------- | ----------- | -------- | ----- | -------- | -------- | ----- | -------- | ----- | -------- | -------- | ------- |
| 1989      | 巨人       | 8     | 4     | 1     | 0     | 0        | 2     | 1     | 0        | --          | .667  | 164   | 37.0     | 41       | 6           | 14       | 1     | 1        | 26       | 2     | 0        | 19    | 19       | 4.62     | 1.49    |
| 1990      | 巨人       | 32    | 17    | 13    | 1     | 2        | 12    | 8     | 7        | --          | .600  | 711   | 182.2    | 130      | 21          | 51       | 2     | 4        | 182      | 5     | 0        | 56    | 55       | 2.71     | 0.99    |
| 1991      | 巨人       | 19    | 5     | 2     | 0     | 0        | 4     | 7     | 1        | --          | .364  | 235   | 50.1     | 51       | 8           | 31       | 0     | 2        | 44       | 5     | 0        | 41    | 36       | 6.44     | 1.63    |
| 1992      | 巨人       | 29    | 11    | 2     | 1     | 0        | 3     | 6     | 0        | --          | .333  | 409   | 93.1     | 103      | 16          | 35       | 1     | 1        | 87       | 2     | 0        | 48    | 47       | 4.53     | 1.48    |
| 1993      | 巨人       | 35    | 17    | 1     | 1     | 1        | 7     | 7     | 2        | --          | .500  | 538   | 131.2    | 129      | 11          | 40       | 1     | 1        | 97       | 6     | 0        | 50    | 49       | 3.35     | 1.28    |
| 1994      | 巨人       | 28    | 13    | 1     | 0     | 0        | 6     | 8     | 1        | --          | .429  | 376   | 87.2     | 86       | 11          | 37       | 0     | 2        | 61       | 3     | 0        | 52    | 48       | 4.93     | 1.40    |
| 1995      | 巨人       | 40    | 12    | 2     | 0     | 0        | 7     | 9     | 0        | --          | .438  | 506   | 121.2    | 117      | 16          | 31       | 5     | 8        | 97       | 2     | 0        | 49    | 46       | 3.40     | 1.22    |
| 1996      | 巨人       | 33    | 16    | 3     | 2     | 1        | 7     | 9     | 2        | --          | .438  | 517   | 123.2    | 121      | 15          | 34       | 2     | 5        | 99       | 4     | 0        | 53    | 52       | 3.78     | 1.25    |
| 1997      | 巨人       | 39    | 0     | 0     | 0     | 0        | 2     | 2     | 7        | --          | .500  | 216   | 49.2     | 47       | 3           | 22       | 4     | 2        | 53       | 5     | 0        | 13    | 11       | 1.99     | 1.39    |
| 1998      | オリックス | 36    | 13    | 1     | 0     | 0        | 4     | 7     | 16       | --          | .364  | 420   | 97.1     | 97       | 9           | 36       | 1     | 4        | 74       | 6     | 1        | 54    | 50       | 4.62     | 1.37    |
| 1999      | DET        | 49    | 0     | 0     | 0     | 0        | 1     | 0     | 1        | 4           | 1.000 | 292   | 64.2     | 73       | 6           | 30       | 3     | 4        | 50       | 7     | 0        | 48    | 45       | 6.26     | 1.59    |
| 2000      | DET        | 2     | 0     | 0     | 0     | 0        | 0     | 0     | 0        | 0           | ----  | 13    | 2.2      | 5        | 1           | 0        | 0     | 0        | 0        | 0     | 0        | 3     | 3        | 10.13    | 1.88    |
| 2000      | オリックス | 24    | 0     | 0     | 0     | 0        | 3     | 3     | 3        | --          | .500  | 196   | 41.1     | 55       | 7           | 18       | 1     | 1        | 31       | 1     | 0        | 29    | 26       | 5.66     | 1.77    |
| 2001      | オリックス | 13    | 0     | 0     | 0     | 0        | 2     | 1     | 1        | --          | .667  | 80    | 19.1     | 15       | 4           | 9        | 0     | 0        | 18       | 4     | 0        | 9     | 8        | 3.72     | 1.24    |
| 2003      | LAD        | 3     | 2     | 0     | 0     | 0        | 0     | 1     | 0        | 0           | .000  | 53    | 12.0     | 15       | 0           | 3        | 0     | 0        | 8        | 3     | 0        | 5     | 4        | 3.00     | 1.50    |
| 2004      | LAD        | 3     | 0     | 0     | 0     | 0        | 0     | 0     | 0        | 0           | ----  | 19    | 4.2      | 4        | 0           | 1        | 0     | 1        | 5        | 0     | 0        | 0     | 0        | 0.00     | 1.07    |
| 2004      | SEA        | 7     | 0     | 0     | 0     | 0        | 0     | 0     | 0        | 0           | ----  | 47    | 9.2      | 15       | 1           | 5        | 0     | 1        | 5        | 0     | 0        | 9     | 9        | 8.38     | 2.07    |
| '04計     | SEA        | 10    | 0     | 0     | 0     | 0        | 0     | 0     | 0        | 0           | ----  | 66    | 14.1     | 19       | 1           | 6        | 0     | 2        | 10       | 0     | 0        | 9     | 9        | 5.65     | 1.74    |
| 2005      | SEA        | 1     | 0     | 0     | 0     | 0        | 0     | 0     | 0        | 0           | ----  | 8     | 2.0      | 2        | 1           | 0        | 0     | 0        | 0        | 0     | 0        | 1     | 1        | 4.50     | 1.00    |
| 2006      | ヤクルト   | 56    | 0     | 0     | 0     | 0        | 3     | 5     | 8        | 23          | .375  | 253   | 58.1     | 66       | 5           | 18       | 2     | 3        | 47       | 4     | 1        | 22    | 20       | 3.09     | 1.44    |
| 2007      | ヤクルト   | 50    | 0     | 0     | 0     | 0        | 1     | 3     | 2        | 16          | .250  | 221   | 48.2     | 51       | 4           | 19       | 2     | 6        | 44       | 1     | 2        | 21    | 17       | 3.14     | 1.44    |
| 2008      | ヤクルト   | 19    | 0     | 0     | 0     | 0        | 2     | 0     | 0        | 3           | 1.000 | 81    | 20.2     | 13       | 4           | 8        | 0     | 3        | 12       | 2     | 0        | 7     | 7        | 3.05     | 1.02    |
| 2009      | ヤクルト   | 30    | 4     | 0     | 0     | 0        | 3     | 4     | 0        | 5           | .429  | 223   | 48.2     | 58       | 6           | 17       | 1     | 5        | 31       | 0     | 0        | 32    | 30       | 5.55     | 1.54    |
| 2010      | 日本ハム   | 21    | 7     | 0     | 0     | 0        | 5     | 2     | 0        | 3           | .714  | 235   | 52.2     | 63       | 7           | 23       | 0     | 3        | 30       | 2     | 0        | 28    | 28       | 4.78     | 1.63    |
| 2011      | 日本ハム   | 3     | 0     | 0     | 0     | 0        | 0     | 0     | 0        | 0           | ----  | 18    | 4.0      | 4        | 0           | 2        | 0     | 0        | 3        | 0     | 0        | 2     | 2        | 4.50     | 1.50    |
| 2012      | 日本ハム   | 1     | 0     | 0     | 0     | 0        | 0     | 0     | 0        | 0           | ----  | 5     | 1.0      | 2        | 0           | 1        | 0     | 0        | 0        | 0     | 0        | 0     | 0        | 0.00     | 3.00    |
| NPB：19年 | NPB：19年  | 516   | 119   | 26    | 5     | 4        | 73    | 82    | 50       | 50          | .471  | 5404  | 1269.2   | 1249     | 153         | 446      | 23    | 51       | 1036     | 54    | 4        | 585   | 551      | 3.91     | 1.33    |
| MLB：5年  | MLB：5年   | 65    | 2     | 0     | 0     | 0        | 1     | 1     | 1        | 4           | .500  | 432   | 95.2     | 114      | 9           | 39       | 3     | 6        | 68       | 10    | 0        | 66    | 62       | 5.83     | 1.60    |

- 各年度の太字はリーグ最高

### 年度別守備成績
| 年 度 | 球 団      | 投手（P） | 投手（P） | 投手（P） | 投手（P） | 投手（P） | 投手（P） |
| 年 度 | 球 団      | 試 合     | 刺 殺     | 補 殺     | 失 策     | 併 殺     | 守 備 率  |
| ----- | ---------- | --------- | --------- | --------- | --------- | --------- | --------- |
| 1989  | 巨人       | 8         | 3         | 8         | 0         | 0         | 1.000     |
| 1990  | 巨人       | 32        | 13        | 22        | 0         | 2         | 1.000     |
| 1991  | 巨人       | 19        | 1         | 16        | 1         | 0         | .944      |
| 1992  | 巨人       | 29        | 2         | 18        | 0         | 1         | 1.000     |
| 1993  | 巨人       | 35        | 6         | 27        | 0         | 2         | 1.000     |
| 1994  | 巨人       | 28        | 9         | 19        | 0         | 3         | 1.000     |
| 1995  | 巨人       | 40        | 5         | 24        | 2         | 3         | .925      |
| 1996  | 巨人       | 33        | 5         | 21        | 1         | 2         | .963      |
| 1997  | 巨人       | 39        | 3         | 8         | 0         | 0         | 1.000     |
| 1998  | オリックス | 36        | 5         | 13        | 0         | 1         | 1.000     |
| 1999  | DET        | 49        | 2         | 7         | 0         | 0         | 1.000     |
| 2000  | DET        | 2         | 2         | 1         | 0         | 0         | 1.000     |
| 2000  | オリックス | 24        | 1         | 7         | 2         | 0         | .800      |
| 2001  | オリックス | 13        | 2         | 0         | 0         | 0         | 1.000     |
| 2003  | LAD        | 3         | 0         | 1         | 0         | 0         | 1.000     |
| 2004  | LAD        | 3         | 1         | 0         | 0         | 1         | 1.000     |
| 2004  | SEA        | 7         | 1         | 0         | 0         | 1         | 1.000     |
| '04計 | SEA        | 10        | 2         | 0         | 0         | 2         | 1.000     |
| 2005  | SEA        | 1         | 0         | 0         | 0         | 0         | ----      |
| 2006  | ヤクルト   | 56        | 6         | 11        | 0         | 0         | 1.000     |
| 2007  | ヤクルト   | 50        | 1         | 12        | 1         | 1         | .929      |
| 2008  | ヤクルト   | 19        | 0         | 6         | 0         | 0         | 1.000     |
| 2009  | ヤクルト   | 30        | 4         | 5         | 0         | 0         | 1.000     |
| 2010  | 日本ハム   | 21        | 0         | 14        | 0         | 2         | 1.000     |
| 2011  | 日本ハム   | 3         | 0         | 0         | 0         | 0         | ----      |
| 2012  | 日本ハム   | 1         | 0         | 0         | 0         | 0         | ----      |
| NPB   | NPB        | 516       | 66        | 231       | 7         | 17        | .977      |
| MLB   | MLB        | 65        | 6         | 9         | 0         | 2         | 1.000     |

### タイトル
- 最多奪三振：1回（1990年）※当時連盟表彰なし、セントラル・リーグでは、1991年より表彰

### 表彰
- 月間MVP：1回（投手部門：1990年4月）
- 東京ドームMVP：1回（1995年）

### 記録

#### NPB
初記録
投手記録
- 初登板：1989年4月17日、対広島東洋カープ3回戦（東京ドーム）、6回表に3番手で救援登板、3回2失点
- 初奪三振：同上、6回表に西田真二から
- 初先発・初勝利・初完投勝利：1989年4月29日、対中日ドラゴンズ5回戦（東京ドーム）、9回2失点
- 初セーブ：1990年4月11日、対阪神タイガース1回戦（阪神甲子園球場）、6回裏に2番手で救援登板・完了、4回1失点
- 初完封勝利：1990年5月25日、対横浜大洋ホエールズ6回戦（横浜スタジアム）
- 初ホールド：2006年3月31日、対阪神タイガース1回戦（明治神宮野球場）、7回表に2番手で救援登板、2回1失点

打撃記録
- 初安打・初本塁打・初打点：1990年4月8日、対ヤクルトスワローズ2回戦（東京ドーム）、12回裏に金沢次男から左越サヨナラソロ[4]
  - 2023年シーズン終了時点で、「NPB初安打がサヨナラホームラン」を記録したのは1980年4月5日のマイク・デュプリー（広島）、木田、2008年6月6日の加治前竜一（巨人）の3名がいるが、投手では木田が唯一の記録である[28]。

節目の記録
- 1000投球回：2000年8月13日、対日本ハムファイターズ19回戦（東京ドーム）、5回裏三死目に片岡篤史を投手ゴロ ※史上283人目
- 1000奪三振：2009年8月7日、対読売ジャイアンツ11回戦（東京ドーム）、6回裏にアレックス・ラミレスから ※史上124人目
- 500試合登板：2010年5月4日、対千葉ロッテマリーンズ8回戦（千葉マリンスタジアム）、6回裏二死から3番手で救援登板、1回1/3を無失点 ※史上85人目

その他の記録
- オールスターゲーム出場：2回（1990年、2006年）

### 独立リーグでの投手成績
| 年 度     | 球 団     | 登 板 | 勝 利 | 敗 戦 | セ 丨 ブ | 完 投 | 勝 率 | 投 球 回 | 打 者 | 被 安 打 | 被 本 塁 打 | 奪 三 振 | 与 四 球 | 与 死 球 | 失 点 | 自 責 点 | 暴 投 | ボ 丨 ク | 失 策 | 防 御 率 | W H I P |
| --------- | --------- | ----- | ----- | ----- | -------- | ----- | ----- | -------- | ----- | -------- | ----------- | -------- | -------- | -------- | ----- | -------- | ----- | -------- | ----- | -------- | ------- |
| 2013      | 石川      | 52    | 3     | 1     | 15       | 0     | .750  | 51.0     | 196   | 37       | 1           | 32       | 2        | 4        | 12    | 10       | 0     | 0        | 1     | 1.76     | 0.76    |
| 2014      | 石川      | 56    | 3     | 3     | 6        | 0     | .500  | 54.1     | 226   | 57       | 2           | 28       | 9        | 3        | 16    | 13       | 1     | 0        | 1     | 2.15     | 1.22    |
| 通算：2年 | 通算：2年 | 108   | 6     | 4     | 21       | 0     | .600  | 105.1    | 422   | 94       | 3           | 60       | 11       | 7        | 28    | 23       | 1     | 0        | 2     | 1.97     | 1.00    |

- 各年度の赤太字はリーグ歴代最高

### 背番号
- 47（1987年 - 1992年）
- 19（1993年 - 1997年）
- 20（1998年）
- 41（1999年 - 2000年途中、2006年）
- 11（2000年途中 - 2001年）
- 60（2003年 - 2004年途中）
- 35（2004年途中 - 2005年）
- 42（2007年 - 2012年）
- 12（2013年 - 2014年） ※石川ミリオンスターズの永久欠番（2014年9月14日制定）
- 92（2019年 - 2023年）

## 関連情報

### テレビ
- やじうまテレビ!・グッド!モーニング（2013年4月3日 - 2014年4月30日、テレビ朝日） - 水曜レギュラー
- となりのテレ金ちゃん（2013年4月 - 2015年1月、テレビ金沢） - 月曜レギュラー
- 明石家サンタの史上最大のクリスマスプレゼントショー（フジテレビ） - 毎年投稿者プレゼントを持参しトナカイ姿で出演

### 著書
- 『DAKY ～僕のサムライ野球～』（東京学参）
- 『木田優夫のプロ野球選手迷鑑』（新紀元社）